# Agnė Sereikaitė
Agnė Sereikaitė (* 19. Oktober 1994 in Vilnius) ist eine litauische Shorttrackerin.

## Werdegang
Sereikaitė startete erstmals im Februar 2011 in Dresden im Weltcup und belegte dabei den 29. Rang über 500 m und den 13. Platz über 1500 m. Ihre beste Platzierung bei den Europameisterschaften 2011 in Heerenveen war der 12. Platz über 500 m. Bei den Juniorenweltmeisterschaften 2012 in Melbourne gewann sie Silber über 500 m. Im März 2013 errang sie bei den Weltmeisterschaften in Budapest den 35. Platz über 1000 m, den 34. Rang im Mehrkampf und den 16. Platz über 500 m. Bei ihrer ersten Olympiateilnahme 2014 in Sotschi kam sie auf den 24. Platz über 500 m und den 16. Rang über 1500 m. Ihr bestes Resultat bei den folgenden Weltmeisterschaften 2014 in Montreal war der 12. Platz über 1000 m. In der Saison 2014/15 erreichte sie in Dresden mit dem dritten Platz über 1500 m ihre erste Podestplatzierung im Weltcup. Bei den Europameisterschaften 2015 in Dordrecht wurde sie Sechste im Mehrkampf. Dabei errang sie den dritten Platz bei 1000 m. Im Februar 2015 gewann sie bei der Winter-Universiade in Granada die Bronzemedaille über 500 m. Im folgenden Monat war der siebte Platz über 1000 m ihr bestes Ergebnis bei den Weltmeisterschaften in Moskau. Bei den Europameisterschaften 2017 in Turin gelang ihr der 12. Platz im Mehrkampf. Ihr bestes Ergebnis bei den Weltmeisterschaften 2017 in Rotterdam war der 31. Platz über 500 m.

## Persönliche Bestzeiten
- 500 m      43,551 s (aufgestellt am 14. März 2015 in Moskau)
- 1000 m    1:29,830 min (aufgestellt am 27. September 2013 in Shanghai)
- 1500 m    2:20,398 min (aufgestellt am 15. Februar 2014 in Sotschi)
- 3000 m    5:30,274 min (aufgestellt am 25. Januar 2015 in Dordrecht)